# Zapasy na Letnich Igrzyskach Olimpijskich 1936 – kategoria do 79 kg w stylu klasycznym
Zmagania mężczyzn do 79 kg to jedna z siedmiu męskich konkurencji w zapasach w stylu klasycznym rozgrywanych podczas Letnich Igrzysk Olimpijskich 1936. Pojedynki w tej kategorii wagowej odbyły się w dniach 6 – 9 sierpnia.
Punktacja opierała się na systemie "złych punktów karnych". Zwycięzca otrzymywał zero punktów za wygraną przez "tusz" (łopatki), a jeden za zwycięstwo decyzją trzech sędziów. Za porażkę na punkty zawodnik otrzymywał trzy punkty. Przegranie walki przez łopatki lub decyzją jednogłośną trzech sędziów skutkowało dwoma punktami karnymi. Za porażkę 1-2 przyznawano 2 punkty. Uzyskanie pięciu lub więcej punktów eliminowało zapaśnika z turnieju. 

## Klasyfikacja[1]
| Pozycja | Nazwisko           | Kraj             |
| ------- | ------------------ | ---------------- |
| 1       | Ivar Johansson     | Szwecja          |
| 2       | Ludwig Schweickert | III Rzesza       |
| 3       | József Palotás     | Węgry            |
| 4       | Väinö Kokkinen     | Finlandia        |
| 5       | Ibrahim Urabi      | Królestwo Egiptu |
| 6       | Ercole Gallegati   | Włochy           |
| 7       | Francisc Cocoș     | Rumunia          |
| 8       | Hans Pointner      | Austria          |
| 8       | Josef Přibyl       | Czechosłowacja   |
| 8       | Kalman Kiš         | Jugosławia       |
| 11      | Voldemar Mägi      | Estonia          |
| 12      | Hans Frederiksen   | Dania            |
| 12      | Édouard Pigeot     | Francja          |
| 12      | Georgios Lefakis   | Grecja           |
| 12      | Ernest Gogel       | Szwajcaria       |
| 12      | Adnan Yurdaer      | Turcja           |

## Wyniki

### Pierwsza runda[2]
| Zwycięzca          | Punkty karne | Wynik        | Przegrany        | Punkty karne |
| ------------------ | ------------ | ------------ | ---------------- | ------------ |
| Väinö Kokkinen     | 1            | Decyzja, 2:1 | Voldemar Mägi    | 2            |
| Ercole Gallegati   | 1            | Decyzja, 3:0 | Hans Frederiksen | 3            |
| Francisc Cocoș     | 0            | Łopatki      | Ernest Gogel     | 3            |
| Ludwig Schweickert | 0            | Łopatki      | Hans Pointner    | 3            |
| Ivar Johansson     | 0            | Łopatki      | Georgios Lefakis | 3            |
| Ibrahim Urabi      | 1            | Decyzja, 3:0 | Adnan Yurdaer    | 3            |
| József Palotás     | 0            | Łopatki      | Édouard Pigeot   | 3            |
| Kalman Kiš         | 0            | Łopatki      | Josef Přibyl     | 3            |

### Druga runda[3]
| Zwycięzca          | Punkty karne | Wynik        | Przegrany        | Punkty karne |
| ------------------ | ------------ | ------------ | ---------------- | ------------ |
| Ercole Gallegati   | 2            | Decyzja, 3:0 | Voldemar Mägi    | 5            |
| Väinö Kokkinen     | 1            | Łopatki      | Hans Frederiksen | 6            |
| Ludwig Schweickert | 0            | Łopatki      | Francisc Cocoș   | 3            |
| Hans Pointner      | 3            | Łopatki      | Ernest Gogel     | 6            |
| Ivar Johansson     | 0            | Łopatki      | Adnan Yurdaer    | 6            |
| Ibrahim Urabi      | 2            | Decyzja, 3:0 | Georgios Lefakis | 6            |
| Josef Přibyl       | 3            | Łopatki      | Édouard Pigeot   | 6            |
| József Palotás     | 1            | Decyzja, 3:0 | Kalman Kiš       | 3            |

### Trzecia runda[4]
| Zwycięzca        | Punkty karne | Wynik        | Przegrany          | Punkty karne |
| ---------------- | ------------ | ------------ | ------------------ | ------------ |
| Ercole Gallegati | 3            | Decyzja, 2:1 | Väinö Kokkinen     | 3            |
| Francisc Cocoș   | 3            | Łopatki      | Hans Pointner      | 6            |
| Ivar Johansson   | 1            | Decyzja, 2:1 | Ludwig Schweickert | 2            |
| Ibrahim Urabi    | 3            | Decyzja, 3:0 | Kalman Kiš         | 6            |
| József Palotás   | 1            | Łopatki      | Josef Přibyl       | 6            |

### Czwarta runda[5]
| Zwycięzca          | Punkty karne | Wynik        | Przegrany        | Punkty karne |
| ------------------ | ------------ | ------------ | ---------------- | ------------ |
| Väinö Kokkinen     | 3            | Łopatki      | Francisc Cocoș   | 6            |
| Ludwig Schweickert | 3            | Decyzja, 3:0 | Ercole Gallegati | 6            |
| Ivar Johansson     | 1            | Łopatki      | Ibrahim Urabi    | 6            |
| József Palotás     | 1            | Bez walki    |                  |              |

### Piąta runda[6]
| Zwycięzca          | Punkty karne | Wynik        | Przegrany      | Punkty karne |
| ------------------ | ------------ | ------------ | -------------- | ------------ |
| Ludwig Schweickert | 3            | Łopatki      | József Palotás | 4            |
| Ivar Johansson     | 2            | Decyzja, 3:0 | Väinö Kokkinen | 6            |

### Szósta runda[7]
| Zwycięzca          | Punkty karne | Wynik     | Przegrany      | Punkty karne |
| ------------------ | ------------ | --------- | -------------- | ------------ |
| Ivar Johansson     | 2            | Łopatki   | József Palotás | 7            |
| Ludwig Schweickert | 3            | Bez walki |                |              |